# Ullervads kyrka
Ullervads kyrka är en kyrkobyggnad som tillhör Ullervads församling i Skara stift. Den ligger i tätorten Ullervad 5 kilometer söder om centralorten i Mariestads kommun.

## Kyrkobyggnaden
Kyrkan uppfördes i nyklassicistisk stil 1859-1861 under ledning av arkitekt Johan Fredrik Åbom. Kyrkan invigd oktober 1861. Grundsten lagd 1859. Byggtid april 1860- september 1861. Sockel av huggen granit. Murarna uppförda av sprängd och filad granit. Port-, fönsteröppningar, gesimser och gluggar murade av tegel. Yttre taket var av Kjellsvikens skiffer vilande på näverklätt lager av bräder. Kyrkans längd 17,6 meter, bredd 8 meter, sidomurarnas höjd 3,3 meter över sockeln, tornets höjd 12,8 meter, överst kors med åskledare. Salkyrkan har ett rektangulärt långhus med tresidigt kor i öster och torn i väster. Takstolarna är synliga under innertaket och bär upp ett valv av välarbetat trä.  Golvet av huggen tegelsten. Koret upphöjt en liten bit över övriga golvet. Ett 2½ m. högt skrank avskiljer sakristian från kyrkan. Gångar i mitten och på sidorna. Bänkar utan dörrar (första kyrkan i Sverige). Införd fri bänkplatsordning. 500 sittplatser i kyrkan och 100 sittplatser på läktaren. Orgelläktare förberedd för en 16 stämmors mekanisk orgel. Totalpris för bygget (utom naturatimmar inlagda) 29 000 rdr. Åren 1933-1934 genomfördes en renovering under ledning av arkitekt Axel Forssén. Nuvarande sakristia av tegel med källare uppfördes då norr om koret.

## Inventarier
- Dopfunten är från 1200-talet.
- Skulpturer i ett altarskåp från 1400-talet utförda i okänt träslag och anses vara från Nordtyskland. Skåpet mäter 245 x 178 cm och är utställt på altaret.[4]
- Altarskåpet är från 1400-talet.
- Predikstolen är troligen samtida med nuvarande kyrka.
- En altartriptyk är från 1600-talet eller 1700-talet och har skulpterade figurer tillverkade av Herman Rodke vid slutet av 1500-talet.